# 島根県道281号窪田山口線
島根県道281号窪田山口線（しまねけんどう281ごう くぼたやまぐちせん）は、島根県出雲市から大田市に至る一般県道である。

## 概要
出雲市佐田町一窪田から大田市山口町山口町に至る。

### 路線データ
- 起点：出雲市佐田町一窪田（島根県道280号佐田小田停車場線交点）
- 終点：大田市山口町山口（島根県道56号大田佐田線交点）
- 異常気象時通行規制区間：出雲市佐田町佐津目 - 大田市山口町山口（1.9 km）

## 歴史
- 1958年（昭和33年）6月13日 - 島根県告示第525号により認定される。
- 1969年（昭和44年）11月3日 - 簸川郡佐田村が町制施行して簸川郡佐田町になったことにより起点の地名が変更される。
- 1972年（昭和47年）8月1日 - 現行の県道番号に変更される。
- 2005年（平成17年）3月22日 - 簸川郡佐田町が出雲市の一部になったことにより起点の地名が変更される。

## 地理

### 通過する自治体
- 島根県
  - 出雲市 - 大田市

### 交差する道路
| 交差する道路                  | 市町村名 | 交差する場所 | 交差する場所 |
| ----------------------------- | -------- | ------------ | ------------ |
| 島根県道280号佐田小田停車場線 | 出雲市   | 佐田町一窪田 | 起点         |
| 島根県道56号大田佐田線        | 大田市   | 山口町山口   | 終点         |

### 沿線
- 出雲市立窪田小学校（起点付近）